# Bryce E. Bayer
Bryce E. Bayer (* 15. August 1929 in Portland, Maine; † 13. November 2012 in Bath, Maine) war ein US-amerikanischer Physiker. Er entwickelte die Bayer-Matrix.

## Leben
Bayer besuchte die Deering High School in Portland. 1951 beendete er sein Studium der Technischen Physik an der University of Maine mit einem Bachelor-Abschluss. 1960 erwarb er einen Master in Statistik (Industrial statistics) der University of Rochester. Er war in der Entwicklungsabteilung von Eastman Kodak tätig, wo er 1974 den nach ihm benannten und 1976 patentierten Bayer-Filter entwickelte. Der Filter ermöglichte die Entwicklung von Bildsensoren zur Aufnahme von Farbinformationen und damit die Entwicklung von Digitalkameras.
Für seine Entwicklung wurde Bayer 2009 mit dem Progress Award der Royal Photographic Society of Britain und 2012 der Camera Origination and Imaging Medal der Society of Motion Picture and Television Engineers ausgezeichnet.
Bayer war seit 1954 mit Joan Fitzgerald verheiratet, das Paar hatte zwei Söhne und eine Tochter.